# 櫻井はな
櫻井 はな（さくらい はな、1986年12月27日 - ）は、日本の女優、モデルである。
埼玉県出身。所属事務所はスカイアイ・プロデュース。

## 来歴
10代後半（時期不明）からプリッツコーポレーションに所属し、キャンペーンガールやモデル等の活動をしていたが、2014年頃にひかる一平が社長を務めるスカイアイ・プロデュースに移籍し本格的に女優としての活動を開始。
女優デビュー当初は舞台への出演が多かったが、2015年にTBS金曜ドラマ『コウノドリ』に出演して以降は、テレビドラマなど映像作品での活動を主にしている。

## 人物
- 妹が一人いる。浦和明の星女子高校出身、上智大学文学部フランス文学科卒業。
- 特技は楽器演奏（フルート、ピアノ、ドラム等）、フランス語、チアダンス、バトントワリング。
- 趣味はゴルフ、料理。

## 出演

### テレビドラマ
- コウノドリ（2015年10月 - 12月、TBS） - 新生児科看護師 大塚ゆき 役（レギュラー出演）
- 連続ドラマW コールドケース 〜真実の扉〜（2016年10月 - 12月、WOWOW）
- 逃げるは恥だが役に立つ 第8話（2017年11月28日、TBS） - 館山の市議会議員 野口まゆ 役
- レンタルの恋 第7話・第9話（2017年3月1日・3月15日、TBS）
- 女の勲章（2017年4月15日・16日、フジテレビ）- 水原みどり 役
- ファイナルファンタジーXIV 光のお父さん（2017年4月 - 6月、TBS） - 同僚 役（レギュラー出演）

### バラエティー
- 街美女アルバム 街美女#50（2012年、テレビ埼玉）
- 宝くじドカーンと3000万円スペシャル〜さいたま版（2013年3月、テレビ埼玉） - アシスタント
- 爆報! THE フライデー 再現ドラマ（2015年3月20日、TBS） - ホーン・ユキ 役（主演）
- トリハダ（秘）スクープ映像100科ジテン 再現ドラマ（2015年、テレビ朝日）
- 爆報!THEフライデー 再現ドラマ（2016年9月9日、TBS） - 間下このみ 役（主演）
- 爆報!THEフライデー 再現ドラマ（2016年9月23日、TBS） - 光クラブ編 女スパイX役
- 奇跡体験！アンビリバボー 再現ドラマ（2017年3月23日、フジテレビ） - 筋ジストロフィーの少年と奇跡の笛 母親(知子) 役

### 映画
- 続・深夜食堂（2016年11月） - 仲居 役

### 雑誌
- GOLF TODAY「GTバーディーズ」（三栄書房）

### CM
- サントリーBOSS TVCF「船上パーティー」篇 - 乗客 役（2014年）
- ゴルフネットワークプラス TV/WEBCF - ゴルフを楽しむ女子 役（2015年）
- 三菱一号館美術館 TV/WEBCF - OL役（2016年）
- カインズ TVCF 「ストーンマーブルフライパン」篇 - メイン（2016年）
- すし上等!WEBCF 「弁護士」篇 - ママ 役（2016年）
- ジャパネット TVCF（2016年）
- アサヒスーパードライ TVCF 「乾杯で応援」篇 - 女子会チーム（2016年）
- セブン&アイ・ホールディングス 「セブン-イレブン コールドチェーン」篇 - メイン（2016年）
- 富山県氷見市観光協会PR動画 「秘密のデート -氷見とキミと僕-」 （2017年） - 主演（はなちゃん 役）

### イベント
- 東京ゲームショウ・セガブースコンパニオン（2012年[1]・2013年・2014年）
- 東京オートサロン
  - ヨコモレディ（2013年）-　相方：田中たかこ[2]
  - フェデラルタイヤブースコンパニオン（2014年[3]） - 大山美保[4]、新庄千歳[5]とも共演
- 雪印コーヒー55周年記念「オレたちのゆきこたんプロジェクト」（2013年8月） - リアルゆきこたんとしてコスプレ出演[6][7]
- CEATEC JAPAN2013・スタンレー電気ブースコンパニオン（2013年10月）[8]
- 東京モーターショー2013・メルセデス・ベンツブースモデル（2013年10月 - 11月）[9]
- CP+・富士フイルムブースモデル（2014年2月）